# アル・シーブ・クラブ
アル・シーブ・クラブ（英語: Al-Seeb Club、アラビア語: نادي السيب 、単に「アル・シーブ」「シーブ・クラブ」とも）は、オマーンのマスカット特別行政区スィーブ（シーブ）に本拠を置くプロサッカークラブ。ホームスタジアムは政府所有のシーブ・スタジアムだが、独自のスタジアムとトレーニング施設も所有している。2022年にオマーンリーグ、スルタンカブースカップ、 AFCカップで優勝するトレブルを達成した。

## 概要
1972年1月3日に設立後、スィーブの4つのクラブが統合。具体的な調整が行われたのちに2002年6月26日に正式に登録された。
1982年からクラブの代表を務めるシハーブ・ビン・ターリク・アール＝サイード（オマーン国王（スルターン）・ハイサム・ビン・ターリク・アール＝サイードの弟）は大学修了後の1975年にクラブに加わり、バレーボールチームに関与を始め、のちにサッカー、バスケットボール、卓球などの他のスポーツにも分野を広げていった。彼自身も元々ホッケー兼水泳選手であり、父親もまたスポーツ選手だった。
サッカーだけではなく、ホッケー、バレーボール、ハンドボール、バスケットボール、バドミントン、スカッシュなどのチームを保有する総合スポーツクラブである。サッカークラブ自体もオマーンユースリーグに参加する育成組織を有している。
クラブカラーはイエロー（ホーム）またはグリーン（アウェイ）で、通常はより暗い色合いのイエローまたはグリーンを着用することで知られる。
アディダスからのサプライを受けている。

## 成績（国内タイトル）
トップチームの成績に限定し、ユース等の成績は割愛する。

### サッカー
- オマーンリーグ: (4)
  - 優勝：2019–20, 2021–22, 2023-24, 2024-25
  - 準優勝：1994–95
- スルターン・カーブース・カップ: (4)
  - 優勝：1996、1997、1998、2022
  - 準優勝：2003、2005
- オマーン・プロフェッショナル・リーグカップ: (1)
  - 優勝：2007
  - 準優勝：2013
- オマーン・スーパーカップ: (1)
  - 優勝：2020
  - 準優勝：1999、2004
- AFCカップ: (1)
  - 優勝：2022

### その他のスポーツ
ホッケー
- スルターン・カーブース・カップ(7):
  - 優勝：1989、1991、1992、1993、1994、1996、1997
  - 準優勝：1995
- オマーン・ホッケー・プレミアリーグ(3):
  - 優勝：1993、1994、1995
  - 準優勝 1996

卓球
- 全国選手権(1):
  - 優勝：1994-95

バスケットボール
- 全国選手権(4):
  - 優勝：1987–88、2000–2001、2003–04、2007–08
  - 準優勝：1986–87, 1988–89, 1989–90, 1992–93, 1993–94, 1994–95, 1995–1996, 1998–99, 2002–03, 2004–05, 2005–06

ハンドボール
- 全国選手権(2):
  - 優勝：2006-07、2007-08
  - 準優勝：1988–89、1999–00、2001–02、2002–03、2003–04、2005–06

バレーボール
- 全国選手権(7):
  - 優勝：1988–89、1989–1990、1990–91、1993–94、1995–96、1996–97、2007–08
  - 準優勝：1987–88、1991–92、2007–08

## 成績（サッカー国際大会）

### AFC
- AFCカップ：1回出場
  - 2022年 :チャンピオン
- アジアクラブ選手権：2回出場
  - 1995年 ：第1ラウンド
- アジアカップウィナーズカップ: 1回出場
  - 1997–98 ：第1ラウンド
  - 1998–99 ：第1ラウンド

### UAFA
- GCCチャンピオンズリーグ: 1回出場
  - 2015年 ： 準優勝

## 選手
注：選手の国籍表記はFIFAの定めた代表資格ルールに基づく。
| No. | Pos. |          | 選手名                         |
| --- | ---- | -------- | ------------------------------ |
| 2   | FW   | オマーン | オサーマ・ハディード           |
| 3   | DF   | オマーン | サリム・アル＝ハブシ           |
| 4   | DF   | オマーン | ムハンマド・アル＝ゲイラーニー |
| 5   | DF   | オマーン | ホスニー・アル＝ブサイディ     |
| 9   | MF   | オマーン | ハイサム・アル＝マハラミ       |
| 11  | DF   | オマーン | アムジャド・アル＝ハルティ     |
| 12  | DF   | オマーン | アナス・アル＝ファールスィー   |
| 14  | MF   | オマーン | アンマール・アル＝ブサイディ   |
| 15  | DF   | オマーン | スルターン・アル＝ジャラブビ   |
| 19  | DF   | オマーン | ムハンマド・アッ＝ダームリー   |
| 20  | MF   | オマーン | オマル・アル＝マルキ           |

| No. | Pos. |          | 選手名                                             |
| --- | ---- | -------- | -------------------------------------------------- |
| 23  | MF   | オマーン | アブドゥルアズィーズ・アン＝ヌーファリー           |
| 24  | DF   | オマーン | ムハンマド・サーレハ・アル＝ムハイニー             |
| 25  | MF   | オマーン | ハミード・アル＝ゲイラーニー                       |
| 26  | FW   | オマーン | サラーム・アル＝ファールスィー                     |
| 30  | GK   | オマーン | アハマド・アッ＝サアディー                         |
| 31  | FW   | オマーン | ホスニー・アル＝ヒナーイー                         |
| 35  | MF   | オマーン | アブドゥッラー・アッ＝シュアイン・アッ＝サアディー |